# Ahlhorner Kellersteine
Die Ahlhorner Kellersteine (auch Erdmannsteine I und II genannt) sind zwei etwa 50 m auseinander liegende neolithische Großsteingräber vom Typ Ganggrab bzw. Großdolmen mit den Sprockhoff-Nrn. 939 und 940. Sie entstanden zwischen 3500 und 2800 v. Chr. und sind Megalithanlagen der Trichterbecherkultur (TBK).
Das Ganggrab ist eine Bauform jungsteinzeitlicher Megalithanlagen, die aus einer Kammer und einem baulich abgesetzten, lateralen Gang besteht. Diese Form ist primär in Dänemark, Deutschland und Skandinavien, sowie vereinzelt in Frankreich und den Niederlanden zu finden. Fußend auf den Keramikfunden werden beide Anlagen der älteren bis mittleren Phase der Westgruppe der TBK zugeordnet.

## Lage
Die Ahlhorner Kellersteine genannten Großsteingräber der Nordischen Megalitharchitektur liegen an der Straße der Megalithkultur, etwa 350 m südlich der A1 und 250 m nördlich des sandgeprägten Tieflandbachs Aue und in circa 1100 m Entfernung zu den westsüdwestlich gelegenen Großsteingräbern Visbeker Bräutigam und Heidenopfertisch bei Endel – auf Lichtungen in einem Waldgebiet des Großenkneter Ortsteils Ahlhorn (Landkreis Oldenburg) und nördlich des sich längs der Aue erstreckenden Naturschutzgebiets Bäken der Endeler und Holzhauser Heide. Der Name „Kellersteine“ ist in der Wildeshauser Geest dreifach vertreten. Bei den beiden anderen Gruppen handelt es sich um die östlicher gelegenen Steinloger und Holzhauser Kellersteine.

## Ahlhorner Kellersteine I (auch Erdmannsteine I)
Die nordwest-südost-orientierte westliche Anlage (Nr. 939) ist ein trapezoides Ganggrab (Typ Emsländische Kammer) von elf Metern Länge und einer Breite von 3,0 auf 2,3 Metern. Von den einst 17 Tragsteinen sind 15 erhalten (sieben an der nordöstlichen, sechs an der südwestlichen Längsseite und beide Schlusssteine), sowie alle fünf Decksteine, zwei davon allerdings zerstückelt. Der größte Deckstein ist 4,5 × 2,1 × 1 Meter groß. Auf der Südseite des mittleren (gesprengten) Decksteins fehlen beide Tragsteine. Hier soll sich der Zugang zur Kammer befunden haben. Von den ursprünglichen Einfassungssteinen oder dem Hügel ist nichts erhalten.

Ahlhorner-Kellersteine-West
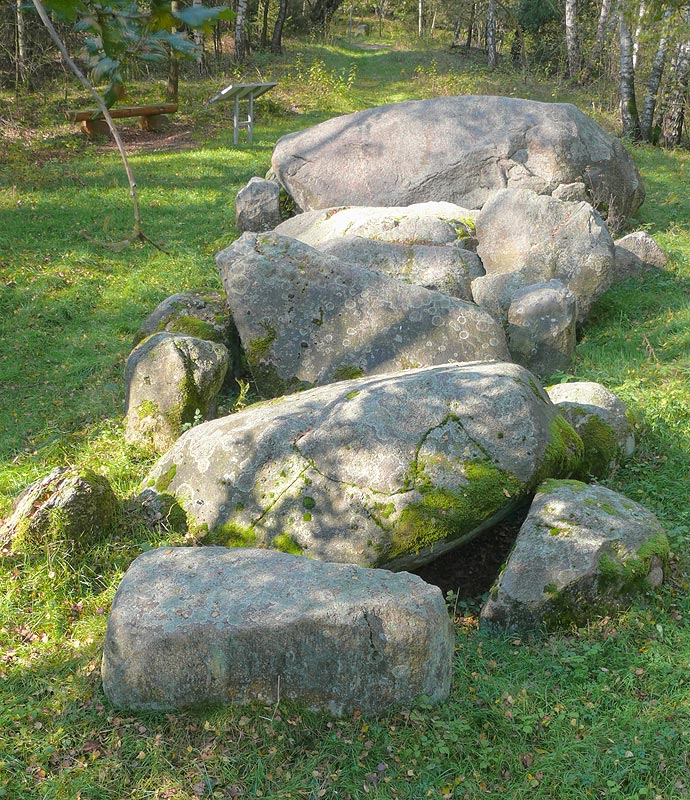
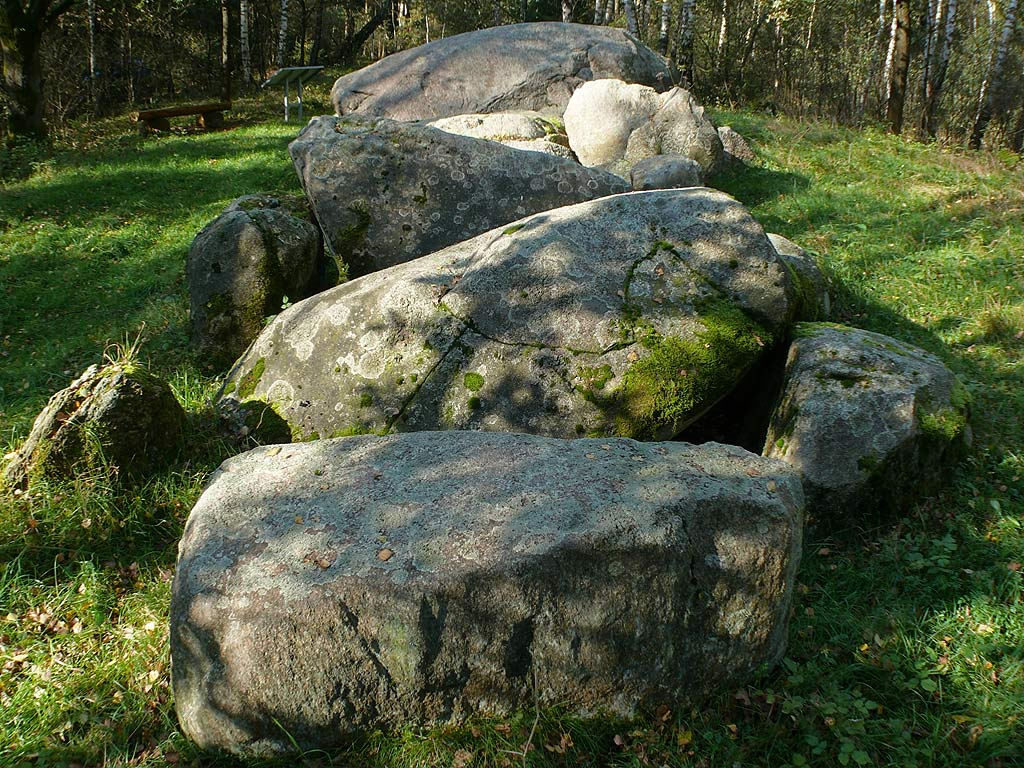
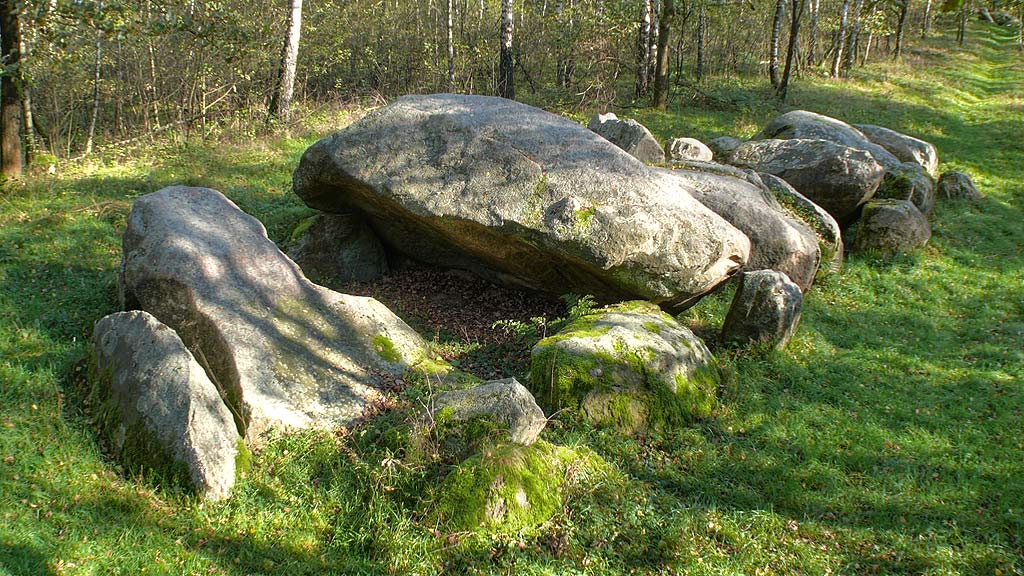
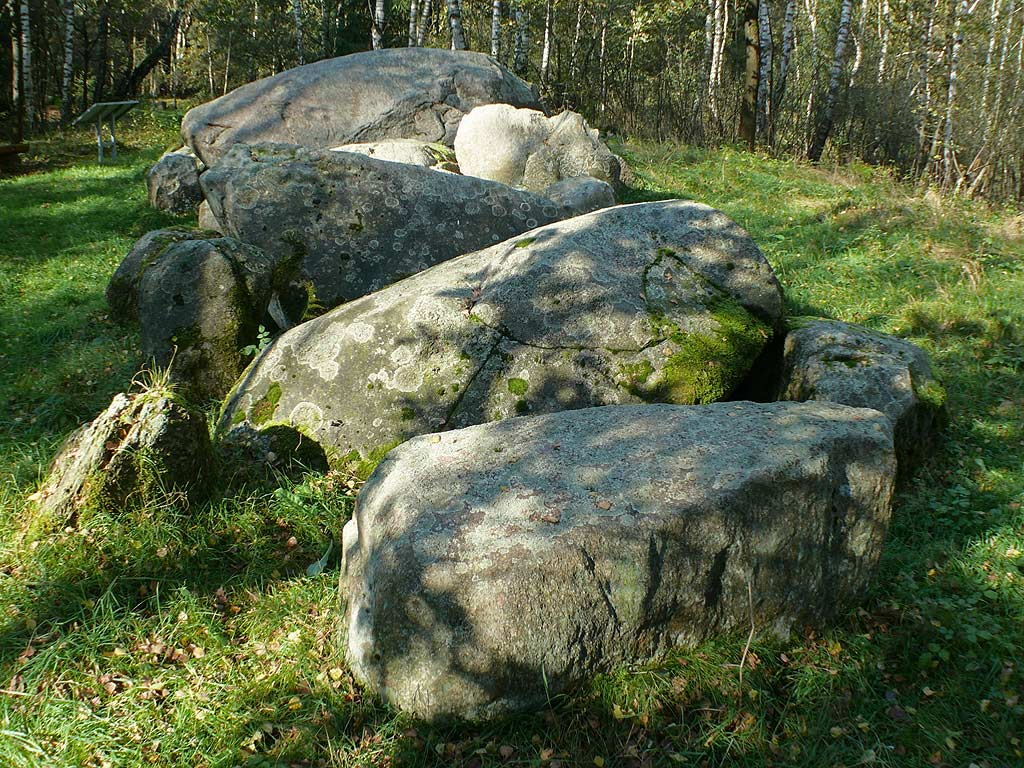
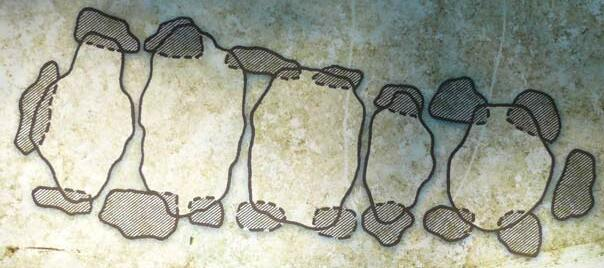

## Ahlhorner Kellersteine II (auch Erdmannsteine II)
Die ost-west-orientierte trapezoide östliche der beiden Anlagen (Nr. 940) liegt in einem Rundhügelrest von 14 m Durchmesser. Die Kammer hat eine Länge von sechs Metern. Ihre Breite nimmt von 2,5 auf 2,0 m ab. Die beiden Längsseiten der Kammer besitzen vier Tragsteine. Da nur ein Schlussstein erhalten und kein seitlicher Zugang vorhanden ist, kann es sich um einen der in dieser Region seltenen Großdolmen handeln. Von ehemals mindestens drei Decksteinen sind noch zwei vorhanden: Einer befindet sich in situ, der andere ist zerbrochen und mit der Bruchfläche nach innen in die Anlage verstürzt.

Ahlhorner-Kellersteine-Ost
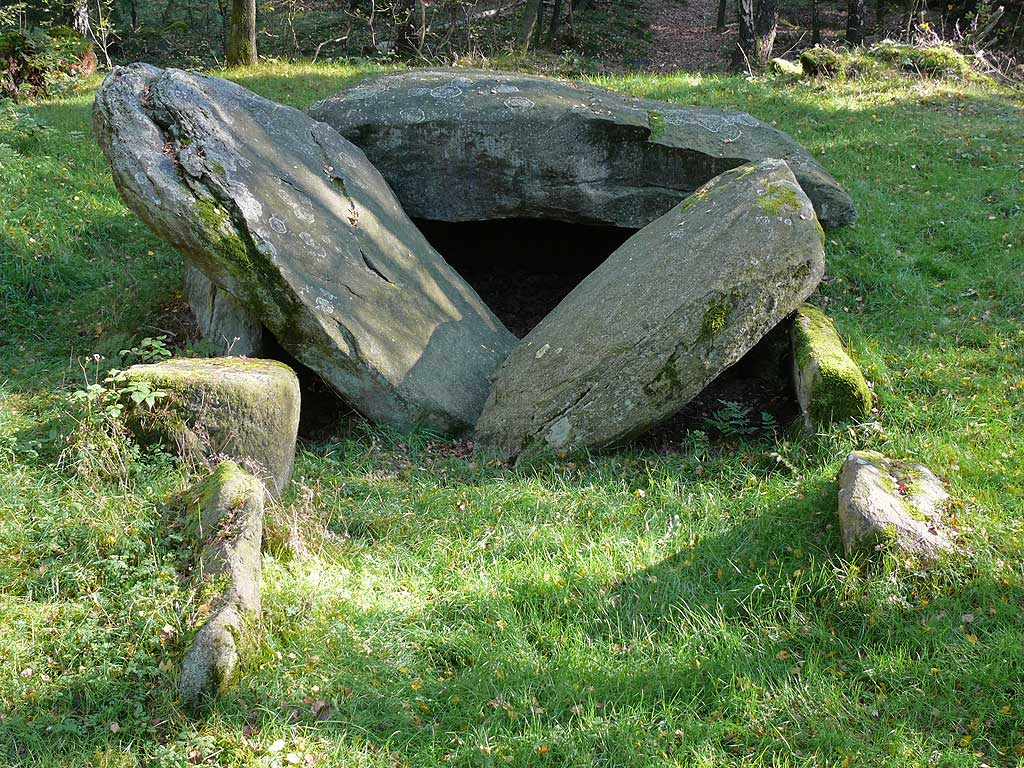
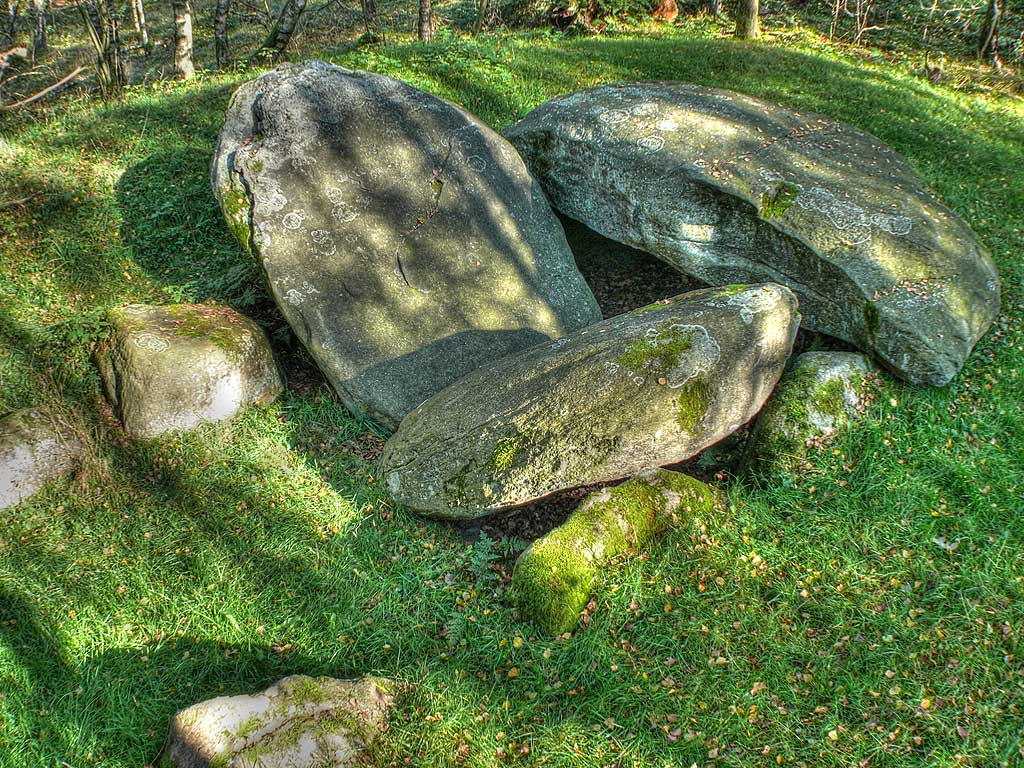
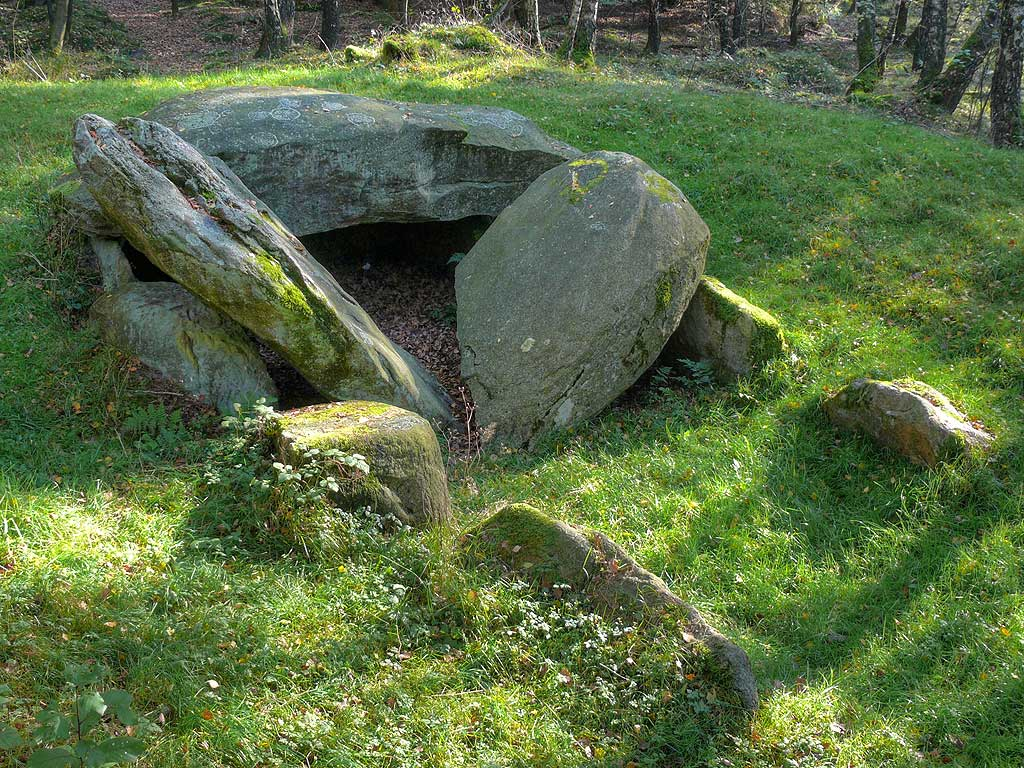
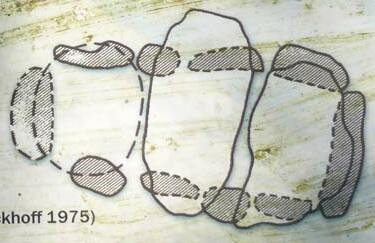